# فيم (ثنائي موسيقى)
فيم (بالإنجليزية: FEMM)‏ ثنائي موسيقى إلكترونية ياباني تأسس في اليابان عام 2013. ويتكون من ريري ولولا.

## الأعضاء
- ريري (بالإنجليزية: RiRi)‏

واسمها الحقيقي أيملي كايهو (باليابانية: 海保エミリー) ولدت يوم 19 آب 1986 مغنية وممثلة وعارضة أمريكية-يابانية. ولدت في هاواي لأم أمريكية وأب ياباني.
- لولا (بالإنجليزية: LuLa)‏

واسمها الحقيقي هيرو تودا (باليابانية: ヒロ藤堂) ولدت يوم 21 كانون الثاني 1990 مغنية وعارضة يابانية. ولدت في طوكيو لأب وأم يابانيين.

## الأعمال

### ألبومات
| السنة | الألبوم      |
| ----- | ------------ |
| 2014  | Femm-Isation |
| 2014  | Astroboy     |
| 2016  | Pow!/L.C.S.  |

## روابط خارجية
- فيم على موقع ميوزك برينز (الإنجليزية)
- فيم على موقع أول ميوزيك (الإنجليزية)
- فيم على موقع ديسكوغز (الإنجليزية)

## روابط أضافية
- الموقع الرسمي